# Ключ 10
| 儿                     | 儿           | 儿           |
| ---------------------- | ------------ | ------------ |
| 9                      | 10           | 11           |
| Піньінь:               | ér           | ér           |
| Чжуїнь:                |              |              |
| Вейд-Джайлз:           |              |              |
| Ютпхін:                |              |              |
| Он:                    | にんにょう   | にんにょう   |
| Кун:                   |              |              |
| Кандзі:                |              |              |
| Хун:                   | 걷는 사람 궤 | 걷는 사람 궤 |
| Им:                    | 어진 사람 인 | 어진 사람 인 |
| Індекс у Вікісловнику: | 儿           | 儿           |

Ключ 10 (⼉, в юнікоді U+2F09) — один з 23 (з загальної кількості 214) ієрогліфічних ключів, який записується 2 рисками.
В Словнику Кансі подано 52 ієрогліфів з цим ключем.

## Ієрогліфи
| кількість рисок | ієрогліфи            |
| --------------- | -------------------- |
| без додаткових  | 儿                   |
| 1 додаткова     | 兀                   |
| 2 додаткові     | 允 兂 元             |
| 3 додаткові     | 兄                   |
| 4 додаткові     | 充 兆 兇 先 光 兊 尧 |
| 5 додаткових    | 克 兌 兎 兏 児 兑    |
| 6 додаткових    | 免 兒 兓 兔 兕 兖    |
| 7 додаткових    | 兗 兘 兙             |
| 8 додаткових    | 党 兛                |
| 9 додаткових    | 兜 兝 兞             |
| 10 додаткових   | 兟 兠                |
| 11 додаткових   | 兡                   |
| 12 додаткових   | 兢                   |
| 14 додаткових   | 兣                   |
| 19 додаткових   | 兤                   |